# Podosfairikos Gymnastikos Syllogos Kissamikos
El Podosfairikos Gymnastikos Syllogos Kissamikos (en español: Asociación de Gimnasia y Fútbol de Kissamikos), conocido simplemente como PGS Kissamikos, fue un equipo de fútbol de Grecia que jugó en la Beta Ethniki, la segunda categoría de fútbol en el país.

## Historia
Fue fundado en el año 1926 en la ciudad de Platanias y ha pasado la mayor parte de su historia como un club amateur, eso hasta que en la temporada 2014/15 consigue el título de su grupo en la Gamma Ethniki y obtiene el ascenso a la Beta Ethniki por primera vez en su historia.
Tras terminar en el lugar 11 de la Beta Ethniki se fusionan con sus vecinos del Chania FC para formar al AO Chania Kissamikos PAE, con lo que oficialmente desaparece.

## Palmarés
- - Gamma Ethniki (1): 2014–15
  - Campeonato de Chania (4): 1993–1994, 1996–1997, 2000–2001, 2011–2012
  - Copa de Chania (1): 1998–1999
  - Supercopa de Chania (1): 2012[2]

## Jugadores

### Jugadores destacados
- Filippos Darlas
- Michail Fragoulakis
- Giannis Taralidis
- Ricardo Verón